# Mel Winkler
Mel Winkler (Saint Louis, Missouri, 1941. október 23. – Los Angeles, Kalifornia, 2020. június 11.) amerikai színész.

## Fontosabb filmjei
- The Doctors (1969–1970, tv-sorozat, 68 epizódban)
- A 110. utca (Across 110th Street) (1972)
- Tökéletes mozdulatok (All the Right Moves) (1983)
- Fiúiskola (Heaven Help Us) (1985)
- Kamuzsaru (Off Beat) (1986)
- Dominick és Eugene (Dominick and Eugene) (1988)
- Fegyencek (Convicts) (1991)
- Kék ördög (Devil in a Blue Dress) (1995)
- Minden gyanú felett (City Hall) (1996)
- Az élet sója (A Life Less Ordinary) (1997)
- Őrült gyilkosok (Maniacts) (2001)
- Oswald (2001–2003, tv-sorozat, 17 epizódban)
- Carter edző (Coach Carter) (2005)